# ریوتا کوواجیما
ریوتا کوواجیما (ژاپنی: 桑島 良汰؛ زادهٔ ۵ سپتامبر ۱۹۹۲) یک بازیکن فوتبال اهل ژاپن است.
از باشگاه‌هایی که در آن بازی کرده‌است می‌توان به باشگاه فوتبال ایماباری اشاره کرد.